# Eisenbahnunfall von Hightstown
Beim Eisenbahnunfall von Hightstown entgleiste aufgrund eines Heißläufers mit anschließendem Achsbruch am 8. November 1833 zwischen Hightstown und Spotswood auf der Bahnstrecke South Amboy–Bordentown ein Zug der Camden and Amboy Railroad. Ein Wagen stürzte um, ein weiterer entgleiste. Dabei wurden zwei Fahrgäste getötet und darüber hinaus 21 der 24 darin Reisenden verletzt. Es war der erste Eisenbahnunfall, bei dem Fahrgäste eines planmäßig verkehrenden Zuges ums Leben kamen.

## Ausgangssituation
Der Unfall ereignete sich erst zwei Monate nachdem auf der Strecke Dampflokomotiven statt Pferden vor die Züge gespannt wurden. Der Zug war zunächst mit etwa 55 km/h unterwegs, dann mit etwa 35 km/h, nachdem die Achsen nachgeölt werden mussten.

## Hergang
Bei dieser Geschwindigkeit kam es gleichwohl zu einem Heißläufer an einem der Reisezugwagen, was wiederum zu einem Achsbruch führte, den Wagen umstürzen und einen weiteren entgleisen ließ. Der übrige Zug blieb im Gleis und konnte die Fahrt später fortsetzen.

## Opfer
Ein Fahrgast war sofort tot, ein weiterer starb später an den erlittenen Verletzungen. Unter den Überlebenden war Cornelius Vanderbilt, der sich ein Bein brach und einen Monat benötigte, um sich von den Verletzungen wieder zu erholen. Ihm gehörte später die New York Central Railroad. Unverletzt, weil er in einem vorderen Wagen reiste, blieb der frühere US-Präsident John Quincy Adams, nun Kongressabgeordneter auf der Reise nach Washington, D.C. Er veranlasste, dass ad hoc eine offizielle Untersuchung vor Ort zur Beweissicherung durchgeführt wurde. Ein weiterer Fahrgast im Zug war der belgische Gesandte in den USA.